# Imposto Especial de Consumo
Os impostos especiais sobre o consumo estão previstos no Código dos Impostos Especiais Sobre o Consumo e incluem a tributação do álcool e bebidas alcoólicas, do tabaco e dos produtos petrolíferos e energéticos.

## Os IECs à luz da Lei Fundamental
Relativamente à fundamentação constitucional, os IECs enquanto impostos caem sobre a alçada do princípio da igualdade tributária, com consagração nos termos do art 13º da CRP. O cerne do problema coloca-se aquando da sua recondução ao princípio da capacidade contributiva ou ao princípio da equivalência. Dizer apenas que, em razão da sua indiferença à condição pessoal do contribuinte e do seu agregado familiar é o princípio da equivalência que os justifica, ao tomar por base o elevado custo social que lhes é inerente.
Denote-se ainda a especial relevância que a função extrafiscal assume nos IECs, e que se prende com a repressão de certos consumos.

## Incidência subjectiva
O art.4º/1 prevê a incidência subjectiva destes impostos, sendo de realçar a construção doutrinária dos termos “depositário autorizado” e o “destinatário registado”, que traduzem, respectivamente, a “pessoa singular ou colectiva autorizada pela autoridade aduaneira competente, no exercício da sua profissão, a produzir, transformar, deter, receber e expedir, num entreposto fiscal, produtos sujeitos a iec” e a “pessoa singular ou colectiva autorizada, pela competente autoridade aduaneira, a receber, no exercício da sua profissão, produtos sujeitos a iec. Contrariamente ao estatuto de depositário autorizado, o destinatário registado não está legalmente habilitado a deter ou expedir produtos sujeitos a IEC”.

## O imposto sobre o álcool e as bebidas alcoólicas
O primeiro dos impostos especiais sobre o consumo referido no CIEC é o imposto sobre o álcool e as bebidas alcoólicas, também designado pela sigla IABA.

### Incidência objectiva
De acordo com o artigo 66º do CIEC, o IABA incide sobre a cerveja, o vinho, outras bebidas fermentadas, os produtos intermédios e as bebidas espirituosas – genericamente chamados bebidas alcoólicas – e ainda sobre o álcool etílico – genericamente designado por álcool. A definição material dos produtos mencionados é remetida para documentos harmonizadores de natureza comunitária, nomeadamente os códigos de nomenclatura combinada (NC), bem como o regulamento (CE) nº 110/2008 do parlamento europeu e os regulamentos (CE) nº 3199/93 e 2546/95 da Comissão.

### Isenções
A acrescentar às isenções comuns presentes no artigo 6º do Código, o diploma determina ainda isenções especiais em matéria de iaba no artigo 67º. Estas são justificadas por razões de variada ordem, das quais se destacam, em diferentes alíneas do referido artigo:
- A utilização em fins industriais, científicos ou de saúde
- A utilização no fabrico de outros produtos não destinados ao consumo, não sujeitos ao imposto ou não alcoólicos.

### Taxas
As alterações ao ciec têm consistentemente vindo a aumentar as taxas aplicáveis.
De acordo com o presente código, as taxas e a sua forma de aplicação variam de acordo com o produto em causa. A unidade tributável, quando tratamos de álcool etílico e bebidas espirituosas, é o hectolitro de álcool contido; nos restantes produtos abrangidos pelo imposto a unidade tributável é o hectolitro de produto acabado. As actuais taxas aplicáveis são as seguintes:
- Vinho; outras bebidas fermentadas – 0€
- Produtos intermédios – 75,05€/hl
- Álcool etílico; bebidas espirituosas – 1251,72€/hl
- Cerveja – taxa variável consoante o grau plato, entre 7,53€/hl e 26,45€/hl

### Regiões Autónomas
As Regiões Autónomas dos Açores e da Madeira têm taxas especiais previstas respectivamente nos artigos 77º e 78º. Estas especificidades verificam-se quando em causa estejam produtos particulares, desde que produzidos e declarados para consumo no território da Região Autónoma.

### Pequenos produtores
O Código prevê ainda, nos artigos 79º a 81º, regimes especiais para as pessoas ou empresas que possam ser consideradas pequenas destilarias, pequenas cervejeiras ou pequenos produtores de vinho. As pequenas destilarias e cervejeiras vêem fixadas em 50% as taxas aplicáveis, respectivamente, às bebidas espirituosas e cerveja que produzam.

## Impostos sobre o tabaco

### Incidencia objectiva
O imposto sobre o tabaco, previsto no art. 101º do CIECs, incide sobre cigarros, charutos, cigarrilhas e quaisquer outros tabacos de fumar.
Isenções
O art.102º do mesmo Código prevê situações de isenção do imposto, tais como: quando esteja em causa tabaco desnaturado para fins industriais ou hortícolas ou quando o tabaco se destine especialmente a testes científicos.

### Taxas
A tributação dos cigarros, actualmente uniformizada a nível europeu, tem dois elementos: especifico e ad valorem. O elemento específico reflecte uma tributação por milheiro de cigarros, enquanto o elemento ad valorem se traduz na tributação de uma percentagem exacta do preço de mercado do produto. A tributação dos restantes tipos de tabaco basta-se no elemento ad valorem. As taxas actualmente aplicáveis, por força da redacção da lei n.º 64-b/2011, de 30 de dezembro, são:
- Sobre os cigarros: de 78,3€ (elemento específico) e 20% (elemento ad valorem);
- Sobre charutos e cigarrilhas: 15%
- Tabaco de corte fino destinado a cigarros de enrolar: 61,4%
- Restantes tipos: 50%

### Regiões Autónomas
No que diz respeito às Regiões Autónomas dos Açores e da Madeira são aplicadas taxas reduzidas, desde que se verifiquem os requisitos dos artigos 105º e 105º-a, nomeadamente: que o tabaco seja produzido nas regiões; que esta produção não exceda anualmente as 500 toneladas; e que o tabaco seja consumido nas regiões. O legislador distingue a taxa aplicável conforme a região de consumo do tabaco, de tal forma que:
- Se consumido na RA dos Açores: 15,30€ (elemento específico, e 36,5% (elemento ad valorem);
- Se consumido na RA da Madeira: 58€ (elemento específico) e 20% (elemento ad valorem);

de realçar que os cigarros consumidos na Madeira, mas não produzidos nas RA’s, estão sujeitos às taxas aplicadas no continente, acrescidas de 20,37€, quanto ao elemento específico, e de 10%, quanto ao elemento ad valorem.

## Impostos sobre produtos petrolíferos e energéticos

### Incidência subjectiva
Em relação à incidência subjectiva (art 3) e ao âmbito territorial (art 2), aos isp é aplicável o regime comum aos outros bens de consumo, pelo que para aí se remete.

### Incidência objectiva
Quanto à incidência objectiva, sujeitos a tributação em sede de isp, ao abrigo da conjugação dos art 1 b) e 88/1, estão desde logo 4 categorias de bens:
- Óleos minerais aí considerados, com a ressalva do art 88/6
- Produtos para fins de venda ou utilização como carburantes
- Demais hidrocarbonetos que visem a venda ou uso como combustível, com excepção da turfa e do gás natural
- Electricidade abrangida pelo Código nc 2716 (lei nº 64-b/2011)

### Isenções e desagravamentos
No que concerne ao regime das isenções e desagravamentos cumpre olhar primeiramente aos art 6 (isenções comuns) e art 15ss (isenções por reembolso) do código, e que abrangem todos os impostos especiais. Em relação ao regime que lhes é privativo, decorre dos art 89 (produtos petrolíferos e energéticos) e art 90 (biocombustíveis) uma panóplia de isenções e desagravamentos de contornos variáveis, havendo que sublinhar alguns pontos. Em primeiro lugar, os isp sujeitos a isenção são devidamente marcados pelos estados-membros de modo a assegurar o controlo fiscal (ver portaria 93/97) para esse efeito. Em segundo, refira-se que a diversidade de regimes atende ao fim do consumo de óleos minerais, se como carburante ou combustível, ou fim diverso. Visando-se o fim típico, há tributação, valendo a isenção apenas para outros fins que não enquanto carburante ou combustível. Por último, o nº 6 do art 88 introduz ainda um desvio a nível de incidência objectiva que exclui do âmbito de tributação os isp consumidos num estabelecimento onde tenha havido a sua produção, salvo se usados para fins alheios a essa mesma produção.
Fazer ainda menção à problemática que se levanta quanto à fixação das taxas dos isp por portaria e que poderá bolir com o princípio da legalidade (art 103/2 CRP) – ver o acórdão 70/04 do Tribunal Constitucional.

### Taxas
No que tange às taxas, o seu regime decorre dos art 92 a 95, assinalando-se uma lógica assimétrica quanto ao âmbito territorial, com a redução das taxas nos Açores (art 94) em obediência ao princípio da solidariedade e que introduz um entorse à igualdade tributária. Relativamente à Madeira, a tabulação das taxas não está sujeita à redução, determinando-se a sua subsunção na tabela aplicável ao continente, de acordo com a lei do orçamento de estado (art 95).

## Enquadramento orçamental
O enquadramento orçamental para 2013 prevê a transposição da directiva da 2003/96/CE, que pretende evitar o efeito de substituição entre os diferentes tipos de tabaco através da nivelação dos respectivos impostos, bem como a redução da despesa com o imposto sobre o tabaco em cerca de 49%. Note-se que no ano de 2012 a receita gerada pelo imposto caiu cerca de 10,8%, prevendo-se, ainda assim, que venha a gerar, até ao final do ano, cerca de 1300 milhões de euros.

## Enquadramento europeu: impostos especiais sobre o consumo
Tendo a união europeia como objectivo a unidade politica e económica dos seus estados membros, incluindo a tributação, Portugal foi transpondo para a sua ordem interna várias directivas comunitárias.
As directivas comunitárias têm em vista a harmonização dos impostos especiais sobre o consumo, estas visam não apenas a angariação de receitas mas também objectivos extra fiscais, orientando e responsabilizando o consumo de certos bens aos quais estão associados custos ecológicos, ambientais e sobretudo de saúde pública.
Incidência dos IEC:
- Alcool e bebidas alcoólicas: directiva 92/84/CEE, relativa à aproximação das taxas do imposto especial sobre o consumo de álcool e bebidas alcoólicas
- Tabacos manufacturados: directiva 2001/64/EU, define categorias de tabaco manufacturado, nomeadamente “cigarros, tabaco de corte fino destinado a cigarros de enrolar, charutos e cigarrilhas, outro tabaco de fumar”;
- Produtos petrolíferos e energéticos; directiva 2003/96/ce define os produtos energéticos tributáveis, as utilizações que os tornam tributáveis e os níveis mínimos de tributação aplicáveis a cada produto consoante é utilizado como carburante, para determinadas finalidades industriais ou comerciais, ou como combustível para aquecimento.

Estas medidas partem de uma lógica de responsabilização, protecção e repressão. Os impostos especiais sobre o consumo pretendem que os contribuintes paguem os custos que geram.